# 戴雨果
戴雨果（英語：Hugo de Burgh）教授是清华大学苏世民书院迪士尼全球媒体与交流讲席教授。他是位于英国伦敦的肯星顿韦德中英双语小学的创始人和董事会主席www.kensingtonwade.com，2005 年在英国伦敦创办中国传媒中心并担任主任至今 www.chinamediacentre.org。

## 经历
戴雨果教授的职业生涯开始于苏格兰，他最初在爱丁堡大学任教，随后在那里创办了一所成人职业教育学院 Castlecliff Workshops并一直致力于倡议式新闻报道、关注贫困、教育和就业机会不平等等领域和议题，随后成为全职电视报道记者。曾在苏格兰国家电视台政治和调查新闻部、 BBC 经济和纪录片部 以及第四频道新闻和纪录片部的深度调查类栏目 Dispatches供职。1995年，他又转行到高等教育领域工作，在伦敦大学金匠学院、诺丁汉特伦特大学、威斯敏斯特大学等多所高校从事教学工作。

## 学术
戴雨果教授近年的著作有《调查类新闻》第三版（Routledge 2021），《新兴世界秩序中的中国媒体》（UBP 2020）、《中国的环境和中国的环境新闻工作者》（Intellect 2013）、《中国环境气候变化报道的机遇》（Smith Institute 2007）、《永远的荣耀？——变化的世界与英国大学的未来》（UBP 2007）。

### 中国传媒中心
戴雨果是中国传媒中心主任。该中心于2005年建立，致力于研究中国媒体市场。它为湖南广电集团、上海传媒集团、南方媒体集团及深圳媒体集团多次派出高层管理与制作人员进行了20天至3个月的培训。同时也为中国新闻发言人进行培训。

## 《你所不了解的西方故事》
戴雨果多次来到中国，这使他反思自己国家，同时为“戳破”中国人认为西方是天堂的“幻象”，打算写一本书。而他央视的朋友建议拍成纪录片让中国观众收看。戴雨果接纳了建议，拍摄了新闻纪实片《你所不了解的西方故事》，但节目并非专门针对中国市场，也将在其他国家发行。片名起初是“西方怎样迷了路”，后来改成“你所不了解的西方”。为了避免冷战气味，央视在“西方”后加上了“故事”二字。此片共有6集，每集45分钟，2013年春节期间于中国中央电视台新闻频道播出，频道的收视率比往年同时段增长七个点。
同名书籍（ISBN 9787214092052）已在节目播出后出版。

## 文献目录

### 书籍
- Investigative Journalism (Routledge 3rd edition 2021)
- China’s Media in the Emerging World Order (UBP 2nd edition 2020)
- China’s Environment and Chinese Environment Journalists (Intellect 2013)
- Investigative Journalism (Routledge 2nd edition 2008)
- The Chinese Journalist (Routledge 2003)
- Making Journalists [The internationalization of journalism, including Latin America, the Arab World, Africa, Continental Europe, India and the USA] (Routledge 2005)
- China and Britain: the Potential Impact of China’s Development (Smith Institute 2005)
- China Friend or Foe? (Icon 2006)

### 论文和文章
- (with Zeng Rong) Opportunities for environmental and climate change journalism in China: Overview and interview findings Copenhagen: IMS
- (with Zeng Rong) China’s Environment and China’s Journalists New York: Intellect
- 《应对西方媒体：新闻发言人及新闻官国际工作》 第三章 记者的动机 Beijing: Tsinghua University Press
- (with Zeng Rong and Chen Siming) Chinese Television, ‘Internationalisation’ and the search for creativity